# ميرل هاغارد
ميرل رونالد هاغارد (بالإنجليزية: Merle Haggard)‏ (6 أبريل 1937 - 6 أبريل 2016 م) مغني ريف وعازف غيتار وكاتب أغاني أمريكي. اشترك هاغارد مع فرقته التي سميت الأغراب، وكذلك مع زميله باك أوينز، في صنع التيار الموسيقي الذي سمي موسيقى بيكرسفيلد، التي يتميز برنة غيتار فندر تيليكاستر الكهربائي، والانسجامات الصوتية، والحواف الصوتية القوية التي لم تكن موجودة على تسجيلات موسيقى ناشفيل الأكثر هدوءا في نفس العصر.
عاش هاغارد طفولة مضطربة بعد موت أبيه ودخل السجن عدة مرات في شبابه قبل أن يتجه للموسيقى ويحقق النجاح بأغانيه التي تتحدث عن الطبقة العاملة وتأييده لحرب فييتنام وسط المعارضة للحرب وقتها. دخل هاغارد في السبعينات في حركة موسيقى ريف الخارجين عن القانون التي كانت في نمو، وواصل إصدار ألبومات ناجحة خلال التسعينيات وإلى بدايات الألفية. في عام 1997، دخل ميرل هاغارد قاعة مشاهير موسيقى أوكلاهوما بأغنيته «أوكي فروم موسكوغي» Okie from Muskogee. توفي في 6 أبريل 2016م في كاليفورنيا. عن عمر ناهز 79 عاماً، بعد تدهور حالته الصحية بسبب إصابته بالتهاب رئوي حاد.

## بدايات حياته
ولد ميرل هاغارد في بيكرسفيلد، كاليفورنيا في عام 1937. وهو ابن فلوسي ماي هارب وجيمس فرانسيس هاغارد، وانتقلا من أوكلاهوما إلى كاليفورنيا أثناء فترة الكساد الكبير. في ذلك الوقت، كان معظم سكان بيكرسفيلد من اللاجئين الاقتصاديين من أوكلاهوما والولايات المحيطة. وأمضى هاغارد سنوات طفولته في أويلديل، كاليفورنيا وهي ضاحية قاسية في بيكرسفيلد، وكانت موطن العديد من العمال في حقل نفط كيرن ريفر.
مات هاغارد الأب عندما كان ميرل بعمر التاسعة، وبدأ ميرل يتمرد بارتكابه لجرائم صغيرة والتغيب عن المدرسة. تم القبض عليه بالسرقة في متجر ملابس نسائية داخلية في عام 1950 (بعمر ثلاثة عشر سنة)، وأرسل إلى مركز للأحداث  في عام 1951، فر هاغارد بعيدا نحو تكساس مع صديق، لكنه رجع في السنة نفسها واعتقل ثانية، هذه المرة بسبب التغيب وسرقات صغيرة. ثم هرب ثانية من مركز الأحداث، وذهب إلى موديستو، كاليفورنيا. وشغل وظائف كانت قانونية في أحيان وغير قانونية في أحيان أخرى وبدأ بالغناء في إحدى الحانات. وعندما عثر عليه ثانية، أرسل إلى مدرسة بريستون للصناعة، وهو مركز ذو حماية مركزة. وتم إطلاق سراحه بعد خمسة عشر شهرا ولكن أعيد بعد ضربه لفتى أثناء محاولة سرقة.
بعد إطلاقه الرابع، شاهد هاغارد المغني ليفتي فريزل في حفلة مع صديقه بوب تيغ. سمح فريزل لهاغارد بالغناء في الحفلة، وذلك بعد أن سمع هاغارد وهو يغني معه أغانيه الأولى. واستمتع الجمهور بهاغارد وبدأ بمهنة الموسيقى بدوام كامل. كسب هاغارد شهرة محلية، ولكن لحقت به المشاكل المالية مجددا. واعتقل لمحاولة سرقة حانة في بيكرسفيلد في وضح النهار في عام 1957  وأرسل إلى سجن سان كوينتن لثلاث سنوات.
حتى عندما كان في السجن، أدار هاغارد عمليات القمار والخمر من زنزانته. وعندما وضع في السجن الانفرادي، تقابل هاغارد مع المؤلف والمحكوم بالإعدام كاريل تشيسمان. وأتت لهاغارد عندها الفرصة للهروب مع زميله وهو نزيل يدعى «رابيت» لكنه رفض. وهرب النزيل بنجاح، لينتهي به الأمر وقد أطلق النار على شرطي ويعود إلى سان كوينتن مرة أخرى لينفذ عقوبة الإعدام. هذان الحادثان ألهما هاغارد ليقلب حياته رأسا على عقب.
حضر هاغارد ثلاثة حفلات لجوني كاش في سان كوينتن. وشجعته رؤية كاش لتعديل سلوكه ومتابعة عمله كمغني. تقابل هاغارد مع كاش بعد بضع سنوات، وذلك في حفلة أخرى لكاش، أتى هاغارد إلى جوني وأخبره، «تمتعت بحفلك بالتأكيد في سان كوينتن.» فقال كاش «أنا لا أتذكر بأنك كنت في ذلك الحفل.» فأجابه هاغارد، «لم أكن في الحفل، بل كنت بين الجمهور.»
بعد زمن قصير حاز هاغاردعلى شهادة دبلوم مكافئة للثانوية، وحصل على عمل ثابت في معمل النسيج في السجن، وعزف في فرقة السجن. وعند إطلاقه في عام 1960، قال هاغارد بأن الاعتياد على الحياة خارج السجن تطلب منه حوالي أربعة أشهر وفي أحيان كان يريد أن يعود إلى زنزاته. وقال بأن هذا الشعور كان أكثر وحشة من أي شعور أحس به. وفي يوم الثلاثاء 14 مارس 1972، صدر عفو كامل عن هاغارد من قبل حاكم كاليفورنيا رونالد ريغان.

## النجاح

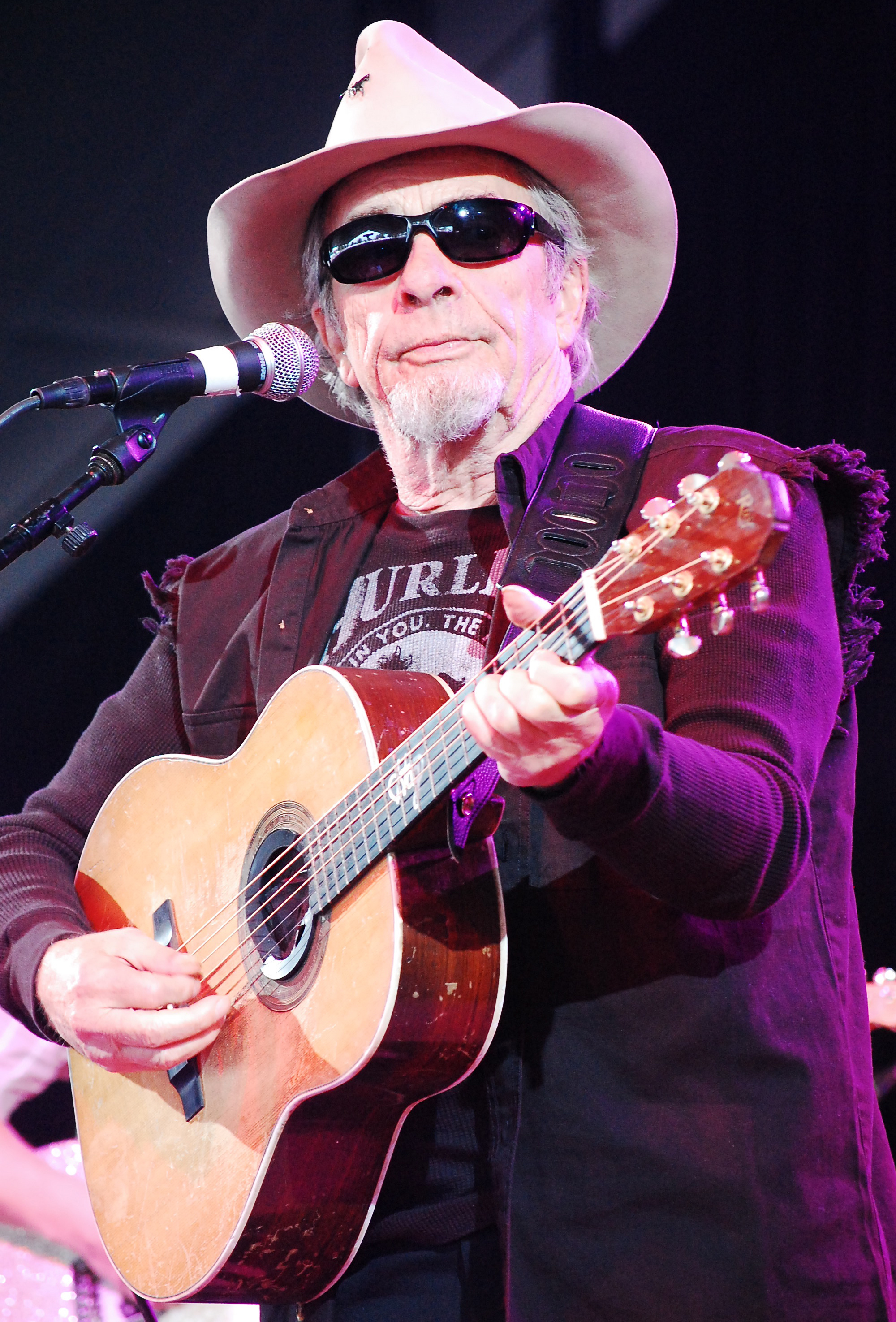
هاغارد يغني في يونيو 2009

عند إطلاقه، بدأ هاغارد يعمل بحفر الخنادق وتوزيع أسلاك البيوت لصالح أخيه. وبعد وقت قصير عاد للغناء مجددا، وبدأ لاحقا بتسجيل الأغاني في شركة تسجيلات تالي. وكان تيار موسيقى بيكرسفيلد يتطور في المنطقة كرد فعل على موسيقى ناشفيل التي كانت منتشرة في تلك الفترة. الأغنية الأولى لهاغارد كانت «سكيد رو». في عام 1962، غنى هاغارد في برنامج وين ستيوارت في لاس فيغاس وسمع أغنية وين «غني أغنية حزينة». وطلب أن يسمح له بتسجيلها، والأغنية المنفردة الصادرة حققت نجاحا وطنيا في عام 1964. وفي السنة التالية حقق نجاحا مع أغنية «أصدقائي سيكونون أغرابا» My Friends Are Gonna Be Strangers التي كانت بين أفضل عشرة على القوائم والتي كتبتها ليز أندرسون وبدأت مهنته تنطلق نحو النجاح. وفي عام 1968 حققت أغنيته أنا هارب وحيد I'm a Lonesome Fugitive المركز الأول على قائمة أغاني الريف والتي كتبتها ليز أندرسون أيضا والتي اعتبرها هاغارد كسيرته الذاتية وبقيت بين أكثر الأغاني شعبية بين جماهيره.
في عام 1968، أصدر هاغارد ألبومه التقديري الأول «نفس القطار، زمن مختلف: تقدير إلى جيمي روجرز»، وتلقى استحسانا. وأغنية «أوكلاهومي من موسكوجي» Okie from Muskogee، التي صدرت 1969 كانت بيانا سياسيا ظاهرا، والتي كتبت في الحقيقة كصورة شخصية هزلية. هاغارد قال عن الأغنية أنها «توثيق لغير المتعلمين الذين عاشوا في أمريكا في ذلك الوقت». وقال لاحقا برنامج بوب إدواردز «كتبتها عندما خرجت من السجن بوقت قصير. عرفت ما كان شعور أن أفقد حريتي، وكنت قد غضبت جدا في هؤلاء المحتجين. هم لم يعرفوا أي شيء حول الحرب في فيتنام أكثر مني. ففكرت كيف كان أبي سيفكر، الذي كان من أوكلاهوما. شعرت بأنني أعرف شعور أولئك الأولاد الذين يحاربون في فيتنام.»
لاحقا، سأل حاكم ألاباما جورج والاس هاغارد للتصديق على حملته الانتخابية، وقد رفضها هاغارد. على أية حال، هاغارد أبدى عطفا مع طريقة الحياة «ضيقة الأفق» أبدت في "Okie" وأغاني مثل «الجانب المقاتل مني». بعد إصدار أغنية أوكي أصبحت ناجحة.
بغض النظر عن بالضبط عن نيتها، فإن أغاني «أوكلاهومي من موسكوجي»، و«الجانب المقاتل مني»، و«أتساءل إذا ما كانوا يفكرون بي» اعتبرت أناشيد لما يسمى بالأغلبية الصامتة وتنبأت باتجاه في الأغاني الوطنية التي ظهرت ثانية بعد سنوات مع أغنية تشارلي دانييلز «في أمريكا»، ولي غرينوود «ليبارك الله أمريكا»، وآخرون. في 1969 غنت غريتفول ديد أغنية هاغارد «أمي حاولت» والتي ظهرت على ألبومهم عام 1971. الأغنية أصبحت شعبية في ذخيرتهم الفنية حتى انفصال الفرقة في 1995. وأدى غريتفول ديد أيضا أغنية هاغارد «غني بي إلى موطني» وفي أوقات عديدة بين 1971 و1973. وكانت المغنية والناشطة جوان بايز، التي كانت ميولها السياسية أكثر اختلافا من المواقف التي أبداها هاغارد في الأغاني المذكورة فوق، فقد غنت مع هذا أغنيتي «غني بي إلى موطني» و«أمي حاولت» في عام 1969. الإخوة إيفيرلي غنا كلا الأغنيتين أيضا في ألبوم الروك الريفي عام 1968 الجذور. وكان ألبوم هاغارد القادم أي تقدير إلى أفضل عازف كمان في العالم (أو تحيتي إلى بوب ويلز)، الذي ساعد على إحياء السوينغ الغربي.
يوم الثلاثاء، 14 مارس 1972، بعد فترة قليلة من تصدر أغنية «كارولين» لقائمة أغاني الغرب، منح الحاكم رونالد ريغان هاغارد عفوا كاملا عن جرائمه الماضية.
خلال بداية إلى منتصف السبعينات، استمرت هيمنة هاغارد على قائمة أغاني الريف بأغاني مثل «يوما ما سننظر للوراء»، «كارولين»، «جدتي هارب»، «أريدك دائما»، و«جذور تربيتي». كتب أيضا وأدى اللحن الرئيسي للمسلسل التلفزيوني موفينغ أون، والتي كانت أغنية ناجحة أخرى له في عام 1975. وأغنية فترة الكساد لعام 1973 «إن اجتزنا ديسمبر معا» عززت منزلة هاغارد كبطل للطبقة العاملة. وظهر هاغارد على غلاف مجلة التايم في 6 مايو 1977.
في 1981، نشر هاغارد سيرته الذاتية، غني بي إلى موطني. وفي السنة نفسها، تكلم وغنى الأغنية الشعبية الرجل في القناع. وكتبها دين بيتشفورد (الذي تتضمن إنتاجاته الأخرى أغنية شهرة لأيرين كارا، وفوتلوس، أغنية فيلم غني، ومسلسل ذهب صلب ومسرحية كاري الموسيقية)، وكانت هذه الرواية المشتركة من الفيلم، أسطورة الجوال الوحيد الذي كان فشل على شباك التذاكر.
اعتقد نجم الريف ويلي نيلسون أن الفيلم الفائز بالأوسكار 1983 رحمات رقيقة، حول حياة المغني الخيالية ماك سليدج، كان مستند على حياة ميرل هاغارد. الممثل روبرت دوفال ومنتجو أفلام آخرون أنكروا هذا وزعموا الشخصية لم تكن مستندة على أحد معين. وقد قال دوفال بأنه كان من هواة هاغارد 
«إن اجتزنا ديسمبر معا» كانت آخر أغنية ناجحة لهاغارد في قوائم أغاني البوب. وبالرغم من أنه ربح جائزة جرامي لأفضل أداء صوتي لموسيقى الريف ففي الثمانينات بدأ نوع جديد من الهونكيتونك، وبدأ مغنون أخرون يتسيدون موسيقى الريف، ومغنون مثل جورج سترايت وراندي ترافيس كانوا قد سيطروا على قوائم اغاني موسيقى الريف. وآخر أغنية احتلت المركز الأول لهاغارد كانت «تلألأ، تلألأ أيها النجم المحظوظ» من ألبومه الناجح تشيل فاكتور في عام 1988.

## تأثيره
يعطي غناء هاغارد وصوت غيتاره أسلوبا شبيه بالبلوز في العديد من الأجزاء. بالرغم من أنه كان صريحا في كراهيته لموسيقى الريف الحديثة، فقد مدح نجوما أحدث مثل جورج سترايت وتوبي كيث وألان جاكسون. وقال كيث أن هاغارد كان له تأثير رئيسي على مهنته. وفرقة ديكسي تشيكس قامت بتقديره بتسجيل أغنية داريل سكوت «رحل منذ وقت طويل»، التي تنتقد تيارات ناشفيل الموسيقية: «نستمع إلى الراديو لننصت إلى ما يغننونه / لكن الموسيقى ليس بها روح / الآن يبدون متعبي لكنهم لا يبدون مثل هاغارد»
"We listen to the radio to hear what's cookin’/But the music ain't got no soul/ Now they sound tired but they don’t sound Haggard,"
وفي الجمل التالية تذكر جوني كاش وهانك وليامز في نفس السياق. كولين راي قدره أيضا بأغنية «نوعيتي من البنات»، عندما غنى الأسطر «ما رأيك ببعض الموسيقى / قالت هل لديك أي من أغاني ميرل / عرفت عندها بأنها كانت نوعيتي من البنات.»
"My Kind Of Girl," when he sang the lines "How 'bout some music/She said have you got any Merle/That's when I knew she was my kind of girl."
في عام 2000، غنى ألان جاكسون وجورج سترايت أغنية «جريمة في صف الموسيقى»، وانتقدا فيها تيارات الريف السائدة: «ليس لدى هاغ فرصة على الراديو اليوم / لأنهم ارتكبوا جريمة على صف الموسيقى.»
"The Hag wouldn't have a chance on today's radio/Because they committed murder down on music row."
في عام 2005، غنى ثنائي الروك الريفي بروكس ودان «إنها فقط ليلة نيون أخرى» من ألبومهم هيلبيلي ديلوكس. وفي الأغنية قال روني دون «لديه ابتسامة إيستوود ويتبختر كثيرا / ويصيح أطفؤوا هذا الراب / وشغل لي بعض أغاني هاغارد».
"He's got an Eastwood grin and a too early swagger/Hollerin' turn off that rap/And play me some Haggard"
في 2006، أدخل هانك وليامز الثالث هاغارد بين آخرين من أيقونات موسيقى الريف في أغنية «أبطال الريف». ستيف غودمان ذكره، في أغنية «أنتِ لم تسميني أبدا باسمي» (والتي كتبها جون براين وربما شارك غودمان في كتابتها). سجل جورج جونز ألبومين معه. وذكر إلفيس كوستيلو هاغارد في أغنية «الضوء الكبير» من الألبوم الناجح جدا «ملك أمريكا»، حيث يغني «أنا حتى لم ألمس مفتاح النور لأني عرفت ما سأرى / وجه هاغارد الذي سيحدق إلي».
"I didn't even touch the light-switch 'cos I knew that I would see/The Haggard face that would be staring back at me".
وللتأكيد، فقد كتب حرف إتش في هاغارد كبيرا، في تلاعب لفظي باسمه الذي يعني المضنى أو المنهك. أغنية لينرد سكينرد عن القطارات تذكر هاغارد، «سأركب هذا القطار حتى أكتشف / ما الذي تحدث عنه جيمي روجرز وهاغارد»، في لا شيء منمق.
"Well I'm a ride this train Lord until I find out/What Jimmy Rodgers and the Hag was all about"
في 2006، عاد هاغارد إلى قوائم أغاني الريف في ثنائي مع غريتشين ويلسون، «غير صحيح سياسيا». وظهر أيضا على «عهد الولاء لهاغارد» على ألبوم إيريك تشيرتش الأول. والأغنية كتبها تشيرتش أيضا.

## العودة

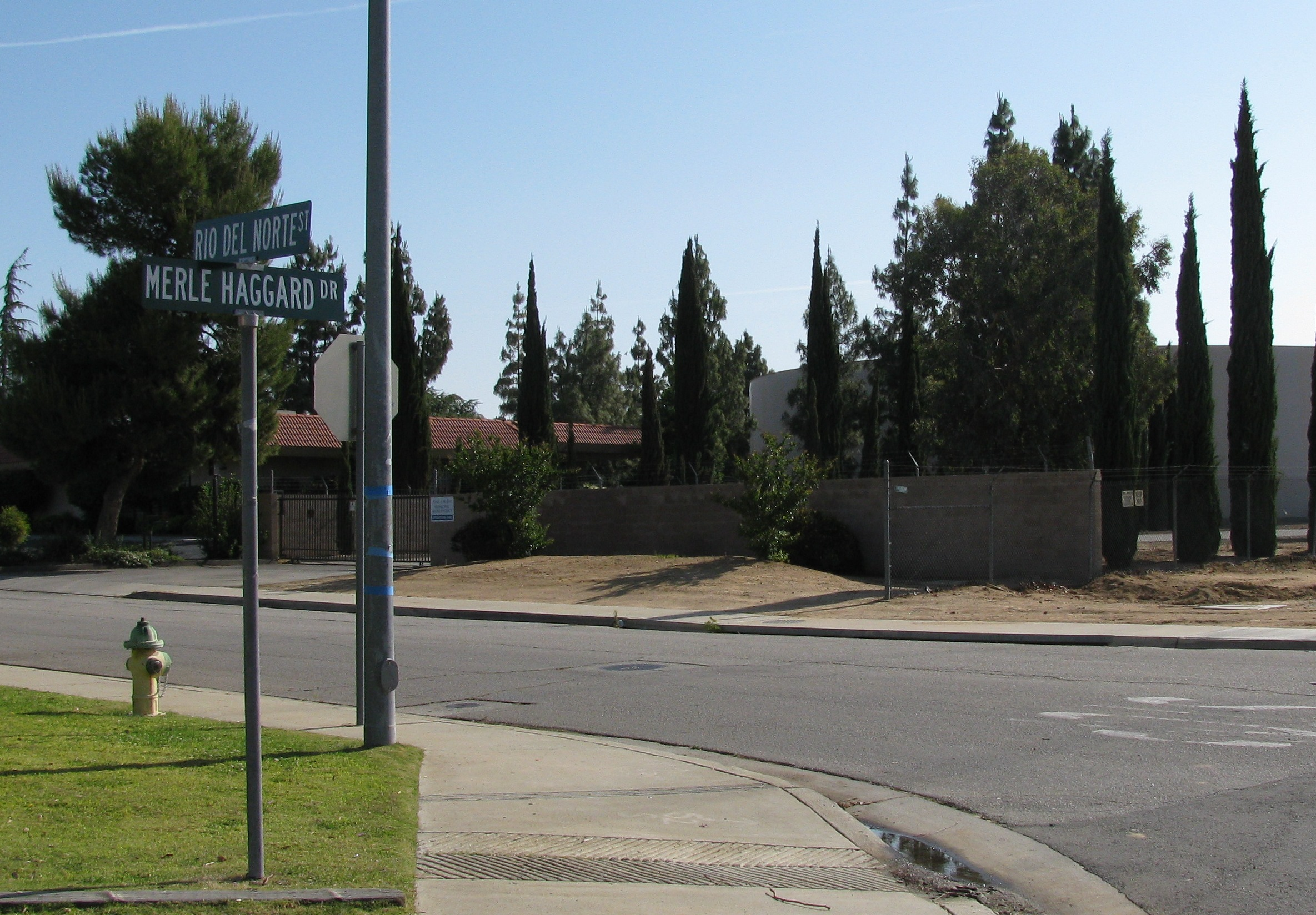
شارع ميرل هاغارد في بيكرسفيلد

في عام 2000، قام هاغارد بعودة لعالم الغناء، فوقع مع شركة تسجيلات مستقلة تدعى أنتي وأصدر أغنية «لو أمكنني أن أطير». تلاه في عام 2001 ألبوم «الجذور، الجزء 1», وهو مجموعة لأغاني ليفتي فريزل، وهانك وليامز، وهانك تومبسون، مع ثلاثة أغاني أصلية لهاغارد. والألبوم، الذي سجل في غرفة معيشة هاغارد بدون إعادة تسجيل، ظهر به زملاء هاغارد القدامى الأغراب بالإضافة إلى عازف الإيتار الرئيسي في فرقة فريزل وهو نورمان ستيفنز. وفي ديسمبر 2004، تكلم هاغارد بالتفصيل في برنامج لاري كينج لايف حول سجنه في شبابه وقال بأنه كان «جحيما» و«التجربة الأشد رعبا من حياتي». [بحاجة لمصدر]
أغنية هاغارد الناجحة «أمي حاولت» ظهرت في فيلم راديو عام 2003 مع كوبا جودينج جونيور. وإد هاريس وكذلك في فيلم براين برتينو «الغرباء» مع ليف تايلر. بالإضافة إلى هذا، فأغنيته «أبواب دوارة» يمكن أن تسمع في فيلم تصادم عام 2004 وأغنيته الناجحة عام 1981 «مدينة كبيرة» تسمع في فيلم فارغو عام 1996 للإخوة كوين وفي فيلم جولة الجحيم لعام 2008 للمخرج لاري بيشوب، وكان المدير التنفيذي للفيلم هو كوينتن تارانتينو. [بحاجة لمصدر]
في أكتوبر 2005، أصدر هاغارد ألبومه، «ريح شيكاغو»، ولاقى في المجمل ردودا إيجابية بين النقاد. احتوى الألبوم أغنية ضد حرب العراق بعنوان «أمريكا أولا»، التي يرثي فيها اقتصاد الأمة وبنيتها التحتية المتعثرة، ويهتف لجنودها، ويغني، «دعنا نخرج من العراق، ونعود على الطريق الصحيح.» هذا تلى إصداره لعام 2003 «هاغارد مثل ما لم يظهر من قبل» الذي تضمن فيه أغنية، «تلك هي الأخبار».
أصدر هاغارد ألبوم بلوغراس، يدعى جلسات البلوجراس، في 2 أكتوبر 2007. في 2008، كان هاغارد سيغني في ريفرفيست في لتل روك، آركانساس، لكن الحفلة ألغيت لإصابته بمرض ما، وثلاث حفلات موسيقية أخرى ألغيت أيضا؛ ولكنه عاد على الطريق في يونيو وأكمل بنجاح جولة أنهاها في 19 أكتوبر.[بحاجة لمصدر] في أبريل 2010، أصدر هاغارد ألبوما جديدا، أنا هو ما أنا عليه. بالرغم من أن بعض التقييمات المبكرة أبدت ملاحظة مبتذلة عن أن صوت ميرل بعمر 73 سنة يبدو منهكا نوعا ما (وهو تلاعب آخر باسمه)، الألبوم يحتوي على أنواع مختلفة من الأساليب المألوف لهواة ميرل. هذه الأغاني الجديدة مثالية لميرل، وجيدة بالنسبة لأسلوبه، وتمثل فصلا جديدا وهاما في تاريخ أعمال هاغارد. [بحاجة لمصدر]

## الحياة الشخصية

### زوجاته وأولاده
تزوج ميرل هاغارد خمس مرات، وكانت زوجته الأولى ليونا هوبز وتزوجها عام 1956 قبل أن يطلقها عام 1963 وأنجب منها أربعة أطفال هو دانا ومارتي وكيلي ونويل. في 24 أبريل 2006. وتزوج بعدها بوني أوينز (1 أكتوبر 1929 – 24 أبريل 2006) ودام الزواج بين عامي 1968 - 78، وتوفيت في بيكرسفيلد بداء ألزهايمر بعمر 76. ثم تزوج ليونا وليامز بين عامي 1978 - 85. ثم تزوج ديبي باريت بين عامي 1985 - 1991. وهو حاليا متزوج من تيريزا آن لين منذ العام 1993 وانجب منها طفلان هما جينيسا وبين.

### التشخيص بالسرطان
في عام 1995 قام هاغارد بعملية قسطرة بسبب انسداد في الشرايين. وفي 9 نوفمبر 2008، أعلن بأن هاغارد قد شخص بسرطان رئة الخلية غير الصغير وقام بجراحة في 3 نوفمبر لإزالة جزء من رئته. وعاد إلى بيته في 8 نوفمبر. وبعد أقل من شهرين الجراحة، غنى هاغارد في عرضين في 2 و3 يناير2009، في بيكرسفيلد في كريستال بالاس لباك أوينز ويخطط للمواصلة التجوال والتسجيل.

## تراث
في 19 ديسمبر 2006، أقر مجلس مشرفي مقاطعة كيرن قرارا من المواطنين بإعادة تسمية الجزء من الطريق القياسي السابع في أويلديل باسم طريق ميرل هاغارد، الذي يمتد من غرب درب نورث تشيستر إلى الطريق السريع 99. وهو أول شارع يأتي إليه المسافرون عندما يتركون محطة المطار الطرفية.
في عام 2006 تم تكريم هاغارد كأحد رموز بي إم آي في الحفل السنوي الخامس والأربعين لجوائز البوب في بي إم آي. وخلال مسيرته كشاعر غنائي تحصل هاغارد على 28 جائزة بي إم آي عن موسيقى الريف وتسعة جوائز بوب وجائزة عن الريثم والبلوز 16 جائزة ميليون أير، وكلها من مجموع الأغاني التي تشكل ما يفوق 25 مليون أداء.
تلقى ميرل هاغارد جائزة شرفية عن إنجازات حياته وإسهاماته المميزة للثقافة الأمريكية من مركز جون كينيدي للفنون التعبيرية في 4 ديسمبر 2010. وفي احتفالية 5 ديسمبر في واشنطن العاصمة تم تكريمه بوصلات غنائية من كريس كريستوفرسون وويلي نيلسون وشيريل كرو وفينس غيل وجيمي جونسون وكيد روك وميراندا لامبرت براد بايزلي. وظهر هذا التكريم في 28 ديسمبر 2010 في برنامج سي بي إس الخاص عن تكريمات مركز كينيدي.

## آلاته
صدق هاغارد على غيتارات فندر وعنده نموذج موقع عليه من غيتارات تيليكاستر. والإيتار هو من فئة تيليكاستر ثينلاين معدل مع قمة مرققة من القيقب المصورة، رقبة مجموعة بالعمق قطعت كعبا، birdseye لوحة أصابع قيقب ب22 حنق طائرة جمبو، ivoroid pickguard وتغليف، أجهزة ذهبية، أذن بحر Tuff كلب Tele peghead بطانة، لون سنبورست نهاية وa زوج حاجز شاحنات حلزون تكساس Tele الصغيرة الخاص الوحيدة بتحويل شاحنة الطريق الصغيرة 4 مثير عادة. يلعب ستة خيط نماذج سمعية أيضا. في 2001, سي. إف. مارتن والشركة قدما a طبعة محدودة طبعة توقيع ميرل الهاغاردة 000-28 قيثارة سمعية إس إم إتش متوفرة مع أو بدون إلكترونيات مركبة مصنع. [اقتباس احتاج]
The guitar is a modified Telecaster Thinline with laminated top of figured maple, set neck with deep carved heel, birdseye maple fingerboard with 22 jumbo frets, ivoroid pickguard and binding, gold hardware, abalone Tuff Dog Tele peghead inlay, 2-Colour Sunburst finish and a pair of Fender Texas Special Tele single-coil pickups with custom-wired 4-way pickup switching. He also plays six string acoustic models. In 2001, C.F. Martin & Company introduced a limited edition Merle Haggard Signature Edition 000-28SMH acoustic guitar available with or without factory-installed electronics.[بحاجة لمصدر]

## الأغاني الـ38 التي تصدرت قوائم أغاني الريف
1. I'm A Lonesome Fugitive - 1966
2. Branded Man - 1967
3. Sing Me Back Home - 1968
4. The Legend Of Bonnie And Clyde - 1968
5. Mama Tried - 1968
6. Hungry Eyes - 1969
7. Workin' Man Blues - 1969
8. Okie From Muskogee - 1969
9. The Fightin' Side of Me - 1970
10. Daddy Frank (The Guitar Man) - 1971
11. Carolyn - 1971
12. Grandma Harp - 1972
13. It's Not Love (But It's Not Bad) - 1972
14. I Wonder If They Ever Think of Me - 1972
15. Everybody's Had the Blues - 1973
16. If We Make It Through December - 1973
17. Things Aren't Funny Anymore - 1974
18. Old Man from the Mountain - 1974
19. Kentucky Gambler - 1974
20. Always Wanting You - 1975
21. Movin' On - 1975
22. It's All In The Movies - 1975
23. The Roots Of My Raising - 1975
24. Cherokee Maiden - 1976
25. Bar Room Buddies - مع كلينت إيستوود) 1980)
26. I Think I'll Just Stay Here and Drink - 1980
27. My Favorite Memory - 1981
28. Big City - 1981
29. Yesterday's Wine - مع جورج جونز) 1982)
30. Going Where the Lonely Go - 1982
31. You Take Me For Granted - 1982
32. Pancho and Lefty - مع ويلي نيلسون) 1983)
33. That's The Way Love Goes - 1983
34. Someday When Things Are Good - 1984
35. Let's Chase Each Other Around the Room - 1984
36. A Place to Fall Apart - مع جاني فريكي) 1984)
37. Natural High - 1985
38. Twinkle, Twinkle Lucky Star - 1987

## جوائز
أكاديمية موسيقى الريف
- 1965 أفضل مغني ذكر صاعد.
- 1965 أفضل ثنائي غنائي (مع بوني أوينز).
- 1966 أفضل مغني ذكر.
- 1967 أفضل ثنائي غنائي (مع بوني أوينز).
- 1969 أفضل ألبوم عن السنة (أوكلاهومي من موسكوغي)
- 1969 أفضل أغنية منفردة عن السنة (أوكلاهومي من موسكوغي)
- 1969 أفضل ثنائي غنائي (مع بوني أوينز).
- 1970 مغني السنة.
- 1970 أفضل مغني ذكر.
- 1972 أفضل مغني ذكر.
- 1974 أفضل مغني ذكر.
- 1981 أفضل مغني ذكر.
- 1982 أغنية السنة (هل انتهت الأوقات الطيبة حقا)

جمعية موسيقى الريف 
- 1970 ألبوم السنة – أوكلاهومي من موسكوغي
- 1970 مغني السنة
- 1970 أغنية السنة – أوكلاهومي من موسكوغي
- 1983 أفضل ثنائي غنائي للسنة – مع ويلي نيلسون

قاعة مشاهير موسيقى الريف 
- تم إدخاله ضمن القاعة عام 1994

جوائز غرامي
- 1984 أفضل مغني ريفي عن فئة الذكور – هكذا يجري الحب
- 1998 جائزة غرامي عن أفضل ثنائي غنائي لموسيقى الريف مع كلينت بلاك، جو ديفي، إيمي لو هاريس، أليسون كراوس، باتي لافليس، إيرل سكراغز، مارتي ستيوارت، ريكي سكاغز، بام تيليس، راندي ترافيس، ترافيس تريت، دوايت يواكام – نفس القطار القديم
- 1999 جائزة قاعة مشاهير الغرامي – أمي حاولت

قاعة مشاهير كتاب الأغاني في ناشفيل
- تم إدخاله عام 1977

تكريمات مركز كينيدي
- تم إدخاله عام 2010